# Karl Heinrich von der Goltz
Karl Heinrich Hermann Ludolf Bonaventura Graf von der Goltz (* 19. November 1803 in Groß-Teschendorf, Kreis Riesenburg; † 27. Januar 1881 in Potsdam) war ein preußischer Generalleutnant.

## Leben

### Herkunft
Karl Heinrich war der Sohn von Karl Anton Ferdinand Graf von der Goltz (1760–1837) und dessen Ehefrau Elisabeth, geborene von Katzler (1775–1834) aus dem Hause Groß-Münsterberg. Der preußische Außenminister August Friedrich Ferdinand Graf von der Goltz war sein Onkel.

### Militärkarriere
Goltz besuchte in seiner Jugend das Joachimsthalsche Gymnasium in Berlin und trat dann am 20. September 1823 als Füsilier in das 1. Garde-Regiment zu Fuß der Preußischen Armee ein. Dort wurde er am 21. Juli 1824 zum Portepeefähnrich ernannt sowie am 15. März 1825 zum Sekondeleutnant befördert. Als solcher war Goltz von 1835 bis 1839 Adjutant des Lehr-Infanteriebataillons. Anschließend stieg er zum Regimentsadjutant auf und wurde in dieser Stellung am 14. April 1841 zum Premierleutnant befördert. Zeitgleich mit seiner Beförderung zum Hauptmann wurde Goltz am 19. April 1846 zum Kompaniechef ernannt.
Nachdem General Karl von Prittwitz zum Oberbefehlshaber des Deutschen Bundesheeres im Schleswig-Holsteinischen Krieg ernannt worden war, wurde Goltz am 22. März 1849 dessen Adjutant. Nach Beendigung des Krieges kehrte Goltz zum 1. Garde-Regiment zu Fuß zurück und wurde hier am 13. November 1851 zum Major befördert. Vom 16. September 1852 bis 6. Oktober 1854 war Goltz dann Direktor der Divisionsschule des Gardekorps und erhielt am 16. Juli 1855 das Kommando über das Lehrbataillon. Als Oberstleutnant wurde Goltz schließlich am 12. Januar 1858 à la suite des Regiments gestellt und zum Kommandanten von Minden ernannt.
Darauf folgte ab 27. Februar 1858 seine Verwendung als Kommandant von Frankfurt am Main, ehe er am 22. März 1859 in den Truppendienst zurückkehrte und zum Kommandeur des 1. Garde-Regiments zu Fuß ernannt wurde. In dieser Funktion wurde Goltz am 31. Mai 1859 Oberst und am 15. Oktober 1859 mit dem Roten Adlerorden III. Klasse mit Schleife ausgezeichnet. König Wilhelm I. ernannte Goltz unter Belassung in seiner Stellung als Regimentskommandeur am 18. Oktober 1861 zusätzlich zu seinem Flügeladjutanten. Am 4. März 1863 wurde er von dieser Stellung entbunden, zunächst mit der Führung der 16. Infanterie-Brigade (Deutsches Kaiserreich) beauftragt und mit der Beförderung zum Generalmajor am 17. März 1863 zum Kommandeur dieser Brigade ernannt. Für seine Leistungen in der Truppenführung erhielt Goltz am 13. November 1863 das Komturkreuz I. Klasse des Sachsen-Ernestinischen Hausordens. Goltz kehrte dann am 4. Januar 1864 nach Berlin zurück und übernahm als Kommandeur die 3. Garde-Infanterie-Brigade. Diese führte er kurz darauf zu Beginn des Krieges gegen Dänemark und wurde während der Kampfhandlungen dann am 15. Juni 1864 in Vertretung für den erkrankten Generalleutnant Otto von der Mülbe Führer der kombinierten Garde-Infanterie-Division. Nach Mülbes Genesung erhielt Goltz das Kommando über die kombinierte Garde-Brigade. Die österreichischen Verbündeten zeichneten Goltz für seine Leistungen am 21. August 1864 mit dem Kommandeurkreuz des Leopold-Ordens mit Kriegsdekoration aus. Nach dem Frieden von Wien und Besatzungszeit wurde Goltz am 17. Dezember 1864 wieder Kommandeur der 3. Garde-Infanterie-Brigade. Am 10. Juli 1865 stellte man Goltz mit Pension unter Verleihung des Roten Adlerordens II. Klasse mit Eichenlaub und Schwertern am Ringe zur Disposition.
Anlässlich der Mobilmachung zu Beginn des Deutschen Krieges wurde Goltz wiederverwendet und erhielt den Befehl über sämtliche im Bereich des III. Armee-Korps befindlichen immobilen Truppenteilen der Garde-Infanterie. Nach Beendigung des Krieges wurde er am 22. September 1866 unter Verleihung des Charakters als Generalleutnant von dieser Stellung entbunden.
Für die Dauer des Deutsch-Französischen Krieges erfolgte seine abermalige Verwendung, dieses Mal als Kommandant von Potsdam.

### Familie
Goltz hatte sich am 4. November 1839 in Gnadenfrei mit Natalie Theophile Josephine Gräfin von Roedern (1813–1902) verheiratet. Aus der Ehe gingen folgende Kinder hervor:
- Karl August (* 15. September 1841; † 23. Januar 1921), preußischer Generalleutnant ⚭ Louise Erhartt (* 22. Februar 1844; † 17. Mai 1916)
- Alexander Friedrich Stanislaus (* 15. März 1844; † 26. Dezember 1930), preußischer Generalleutnant ⚭ Gertrud Marie Adolfine Elise Fernanda von Pressentin (* 31. Mai 1868; † 19. Januar 1929)
- Katharina Dorothea (* 29. Dezember 1855)